# 폴리스 (항성)
궁수자리 뮤(μ Sgr)는 궁수자리 방향에 있는 다중성계이다. 이 항성계에서 가장 밝은 궁수자리 뮤 Aa에 공식적으로 폴리스(Polis)라는 이름이 부여되었다. 뮤 항성계는 태양으로부터 약 3,000 광년 떨어져 있으며 궁수자리 OB1 성협의 구성원이다.

## 항성계
궁수자리 뮤 항성계의 구성원들에는 A부터 E까지 식별기호가 붙어 있으며 정렬 순서는 가장 밝은 A에 가까운 것부터이다. 'A' 자체는 다시 분광쌍성으로 구성원은 궁수자리 뮤 Aa와 Ab로 구성된다. 눈에 보이는 이 다섯 별들 중 C는 안시 이중성으로 다른 항성들에 물리적으로 연결되어 있지 않다. 구성원 D 역시 일부 논문 저자들은 순수한 안시 이중성으로 취급했으나 다른 학자들은 D를 항성 네 개(눈에 보이지 않는 반성이 하나 더 있다.)가 중력적으로 묶여 있는 트라페지움 계의 일부분으로 간주한다.
| 구성원 | 겉보기등급 | 궁수자리 뮤 A와의 각거리 | A와의 실제 거리 (최솟값) |
| ------ | ---------- | ------------------------ | ------------------------ |
| A      | +3.88      | -                        | -                        |
| B      | +8.04      | 16.9 (초각)              | 42 200 AU 또는 0.67 ly   |
| C      | +10.99     | 25.8                     | 64 500 AU 또는 1.02 ly   |
| D      | +9.63      | 48.5                     | 121 200 AU 또는 1.92 ly  |
| E      | +9.25      | 50.0                     | 125 000 AU 또는 1.98 ly  |

## 명명법
궁수자리 뮤(μ Sgr)는 이 계를 바이어 명명법으로 부른 이름이다. 계의 구성원 다섯은 궁수자리 A, B, C, D, E로 표기하며 이들 중 가장 밝은 A는 다시 궁수자리 뮤 Aa와 Ab로 표기한다. 상기 표기법은 워싱턴 다중성 목록(WMC)에서 다중성계를 표기할 목적으로 세운 규칙이며 국제천문연맹(IAU) 역시 이 규칙을 받아들였다.
이 계는 콥트인들이 기록한 월수(月宿, lunar station) 목록에서 πολις (폴리스) 이름으로 나온다. 월터 유잉 크럼(Walter Ewing Crum)은 상기 목록명들의 어원이 모두 그리스어라고 결론내렸는데, 이 경우 폴리스는 '도시'를 뜻한다.
2016년 IAU는 항성들의 고유명칭을 목록화 및 표준화할 목적으로 항성명칭 워킹그룹(WGSN)을 조직했다. WGSN은 다중성계의 경우 고유 명칭을 계 전체가 아니라 계의 구성원에 붙이기로 했다. 2017년 9월 5일 IAU는 폴리스 Polis를 궁수자리 뮤 Aa에 공식 부여하였으며 이 이름은 현재 IAU 인증 항성명칭 목록에 포함되어 있다.
중화권에서 궁수자리 뮤는 두수에 포함되어 있다. 두수는 뮤 외에도 궁수자리 피, 람다, 시그마, 타우, 제타로 구성되어 있다. 이들 중 뮤 하나만을 일컫는 이름은 두수3(斗宿三)이다.

## 특징

### 변광
궁수자리 뮤 A는 밝기가 변화하기 때문에 변광성으로 분류된다. 뮤 A의 두 구성원은 181일을 주기로 서로를 가리는데 이로 인해 0.08의 광도 하락이 일어난다.(+3.84 ~  +3.96) 여기에 더하여 뮤 A는 뜨거운 초거성들이 불규칙적으로 맥동하는, 전형적인 백조자리 알파형 변광성의 불규칙한 밝기 변화를 보여준다.

### 물리적 특성
궁수자리 뮤 A는 B형 거성으로 보이며 총 광량은 태양의 18만 배, 반지름은 태양의 115 배이다. 질량은 태양의 23 배이며 표면 유효 온도는 11100 켈빈이다. 궁수자리 뮤 Aa는 B8 분광형의 초거성이며 반성 Ab는 B2형 거성이다.
계의 나머지 구성원들은 폴리스 계에 매우 약하게 묶여 있으며, 맨눈에 보이는 A와는 달리 반성들의 속성은 매우 불확실하다.
궁수자리 뮤 B의 겉보기 등급은 8.04와 10.481 사이로 측정되었는데 이로 인해 B의 물리적 특성, 거리, 계와의 연결성이 불확실하다. 워싱턴 이중성 목록에는 겉보기 등급이 10.48로, 이중성 및 다중성 구성원 목록(Catalog of Components of Double and Multiple Stars)에는 11.5로 등재되어 있다.
구성원 D는 뜨거운 B3형 항성이다. MK 분광형은 B2 IV로 측정되어 왔으며, 준거성임을 상정한 광도분류 IV로부터 D는 계 내에서 다른 구성원들보다도 주성에서 멀리 떨어져 있는 것으로 보인다. 광도계로 측정한 분광형을 B2 V로 정의한 연구도 있으며 이 주계열 광도분류는 다른 항성들의 거리와 일치한다.